# Karl Jäger

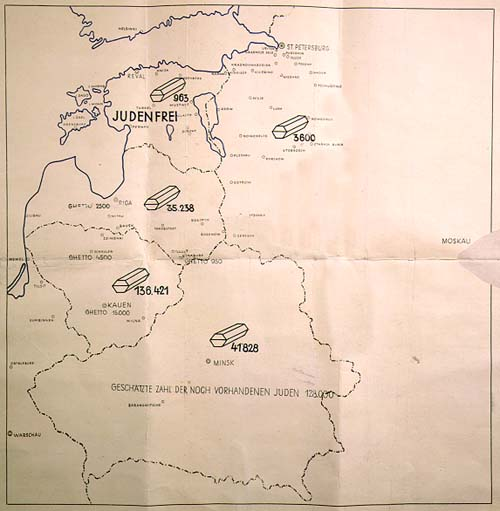
Karta från den så kallade Jägerrapporten som anger antalet mördade judar i olika av Nazityskland besatta områden.

Karl Jäger, född 20 september 1888 i Schaffhausen, död 22 juni 1959 i fängelset Hohenasperg, var en tysk SS-Standartenführer. Jäger var mellan 1941 och 1943 befälhavare för Einsatzkommando 3 inom Einsatzgruppe A, en mobil insatsgrupp som under andra världskriget mördade judar och politiska motståndare i Baltikum.

## Biografi
Karl Jäger föddes 1888 i Schweiz. Under första världskriget tilldelades han Järnkorset av första klassen.
Jäger anslöt sig till Nationalsocialistiska tyska arbetarepartiet (NSDAP) 1923 och inträdde i Schutzstaffel (SS) 1932. Under 1930-talets senare hälft tjänstgjorde han inom Sicherheitsdienst (SD) i bland annat Münster.

### Operation Barbarossa
I gryningen den 22 juni 1941 anföll Tyskland sin tidigare bundsförvant Sovjetunionen och inledde den omfattande Operation Barbarossa. Enligt Tysklands Führer Adolf Hitler innebar kriget mot Sovjetunionen ett ideologiskt förintelsekrig och den ”judisk-bolsjevikiska intelligentian” måste elimineras. Efter de framryckande tyska arméerna följde Einsatzgruppen, mobila insatsgrupper. Chefen för Reichssicherheitshauptamt, Reinhard Heydrich, gav insatsgrupperna i uppdrag att mörda judar, romer, partisaner, politiska kommissarier (så kallade politruker) och andra personer som ansågs hota Tredje rikets säkerhet. Beträffande insatsgruppernas massmord på judar mördades initialt endast män, men i augusti 1941 gav Reichsführer-SS Heinrich Himmler order om att massmordet även skulle inbegripa kvinnor och barn. Mellan juni och december 1941 mördades mellan 500 000 och 800 000 judiska män, kvinnor och barn.
Jäger utnämndes till befälhavare för Einsatzkommando 3 inom Einsatzgruppe A. Jägers kommando hade till uppgift att följa efter Armégrupp Nord och förinta den judiska befolkningen i Litauen. Från juli 1941 till september 1943 hade Jäger sitt residens i Kaunas. Regelbundet mottog han rapporter om hur Förintelsen i Litauen fortskred. En del av dessa rapporter sammanställdes senare till vad som kom att kallas Jägerrapporten. Detta dokument anger att sammanlagt 136 421 judar mördades i Litauen; av dessa var drygt 34 000 barn. Den 1 december 1941 rapporterade Jäger bland annat följande:
| ” | I dag kan jag bekräfta att EK 3 har uppnått vårt mål, lösningen av det judiska problemet i Litauen. I Litauen finns inte längre några judar, med undantag för judiska arbetare och deras familjer [...] Jag betraktar den judiska operationen mer eller mindre avslutad för Einsatzkommando 3:s del. Det finns ett stort behov av de arbetande judar och judinnor som finns kvar, och jag föreställer mig att behovet av denna arbetsstyrka kommer att bli ännu större efter vintern. Min åsikt är att steriliseringsprogrammet för manliga arbetsjudar bör inledas omedelbart för att förhindra reproduktion. Om en judinna trots sterilisering blir gravid kommer hon att likvideras. | „ |

I september 1943 kallades Jäger tillbaka till Tyskland och utsågs till chef för Sicherheitsdienst i Reichenberg i Sudetenland.
I andra världskrigets slutskede undgick Jäger att gripas och antog en falsk identitet. Med den nya identiteten som täckmantel kunde Jäger hålla sig undan myndigheterna, tills hans beryktade rapport påträffades 1959. Jäger avslöjades, greps och åtalades för krigsförbrytelser och brott mot mänskligheten. I väntan på rättegång begick Jäger självmord genom att hänga sig i sin fängelsecell med hjälp av en elkabel.

## Befordringshistorik
- SS-Untersturmführer: 20 april 1934
- SS-Obersturmführer: 15 september 1935
- SS-Hauptsturmführer: 13 september 1936
- SS-Sturmbannführer 12 september 1937
- SS-Obersturmbannführer: uppgift saknas
- SS-Standartenführer: 1 september 1940

## Utmärkelser
- Järnkorset av första klassen (FVK)
- Järnkorset av andra klassen (FVK)
- Tilläggsspänne till Järnkorset av andra klassen
- Krigsförtjänstkorset av första klassen med svärd
- Krigsförtjänstkorset av andra klassen med svärd
- Ärekorset (Ehrenkreuz für Frontkämpfer)
- Landesorden
- SS Hederssvärd (Ehrendegen des Reichsführer-SS)
- SS-Ehrenring (Totenkopfring)